# Juan José Serrano de la Cruz Vidal
Juan José Serrano de la Cruz Vidal (Lleida, 30 november 1993) is een Spaans voetballer die onder contract staat bij Lleida B.

## Clubcarrière
Juan José Serrano speelde in de jeugd bij UE Lleida en RCD Espanyol voor hij de overstap naar Aston Villa maakte. Vervolgens kwam hij uit voor Atlético Malagueño en CDJ Tamarite. In juli 2015 werd hij, na een stage, gecontracteerd door FC Den Bosch. Hij maakte zijn debuut voor die club op 7 augustus 2015 in de wedstrijd tegen Fortuna Sittard. In zijn jeugdjaren kwam Juan ook uit voor Spanje onder 17.

## Statistieken
| Seizoen                  | Club           | Land           | Competitie     | Competitie | Competitie | Beker | Beker | Totaal | Totaal |
| Seizoen                  | Club           | Land           | Competitie     | Wed.       | Dlp.       | Wed.  | Dlp.  | Wed.   | Dlp.   |
| ------------------------ | -------------- | -------------- | -------------- | ---------- | ---------- | ----- | ----- | ------ | ------ |
| 2015/16                  | FC Den Bosch   | Nederland      | Eerste divisie | 5          | 0          | 0     | 0     | 5      | 0      |
| Carrièretotaal           | Carrièretotaal | Carrièretotaal | Carrièretotaal | 5          | 0          | 0     | 0     | 5      | 0      |
| Bijgewerkt op 7 mei 2016 |                |                |                |            |            |       |       |        |        |